# Libmanan
Libmanan es un municipio filipino de primera clase, perteneciente a la provincia de Camarines Sur, en la región de Bicolandia.

## Historia
Hacia mediados del siglo XIX, el lugar tenía contabilizada una población de 7066 habitantes, repartidos en 1174 casas. Aparece descrito en el segundo volumen del Diccionario geográfico, estadístico, histórico de las Islas Filipinas (1851) de Manuel Buzeta Núñez y Felipe Bravo con las siguientes palabras:

LIBMANAN: pueblo con cura y gobernadorcillo, en la isla de Luzon, prov. de Camarines-Sur, dióc. de Nueva-Cáceres; sit. en los 126° 45' long., 13° 38' 30" lat., á la orilla der. del r. de Vicol, que toma por esta parte el nombre de Libmanan hasta salir del térm. de este pueblo; en terreno llano y resguaradado de los vientos del E. por el monte Isaroc; su clima es benigno. Tiene unas 1,174 casas, inclusas la de comunidad, en la cual está la cárcel, y la parroquial, que son las principales del pueblo; el edificio mas notable del mismo es la igl. parr., esta se halla servida por un cura regular, quien está ausiliado por un coadjutor secular. Hay escuela de primeras letras, dotada de los fondos de comunidad. El cementerio que está fuera del pueblo, es muy capaz y está bien sit. El term. confina con el de Sipocot al N. O. (2 leg.); por E. con el de Guipayo (á 3 leg.); por N. con la bahía de San Miguel, y por S. y O. no tiene límites marcados. El terreno es fértil y llano hácia el E., montuoso y feraz al S. O.; por esta parte se encuentra el monte Bantuin, á 2 leg. dist. del pueblo. Sus prod. son arroz y abacá con abundancia, cacao, ajonjolí, cocos, frutas, legumbres, etc. ind.: la agrícola sobre todas, la fabricacion de sombreros de nito, esteras de palmas, varias telas de nipis, sinamayes ó guimaras, y otras de algodon; algunas de estas se tiñen de diferentes colores, y hacen con esto su comercio, como tambien con el sobrante del arroz. pobl. 7,066 alm.; trib. que pagaba en 1850, 1,744, que ascienden á 4,360 rs. plata, equivalentes á 43,600 rs. vn.
(Buzeta y Bravo, 1851, p. 160)

En 2020, tenía censados 112 994 habitantes.